# Lorenzo Merlini

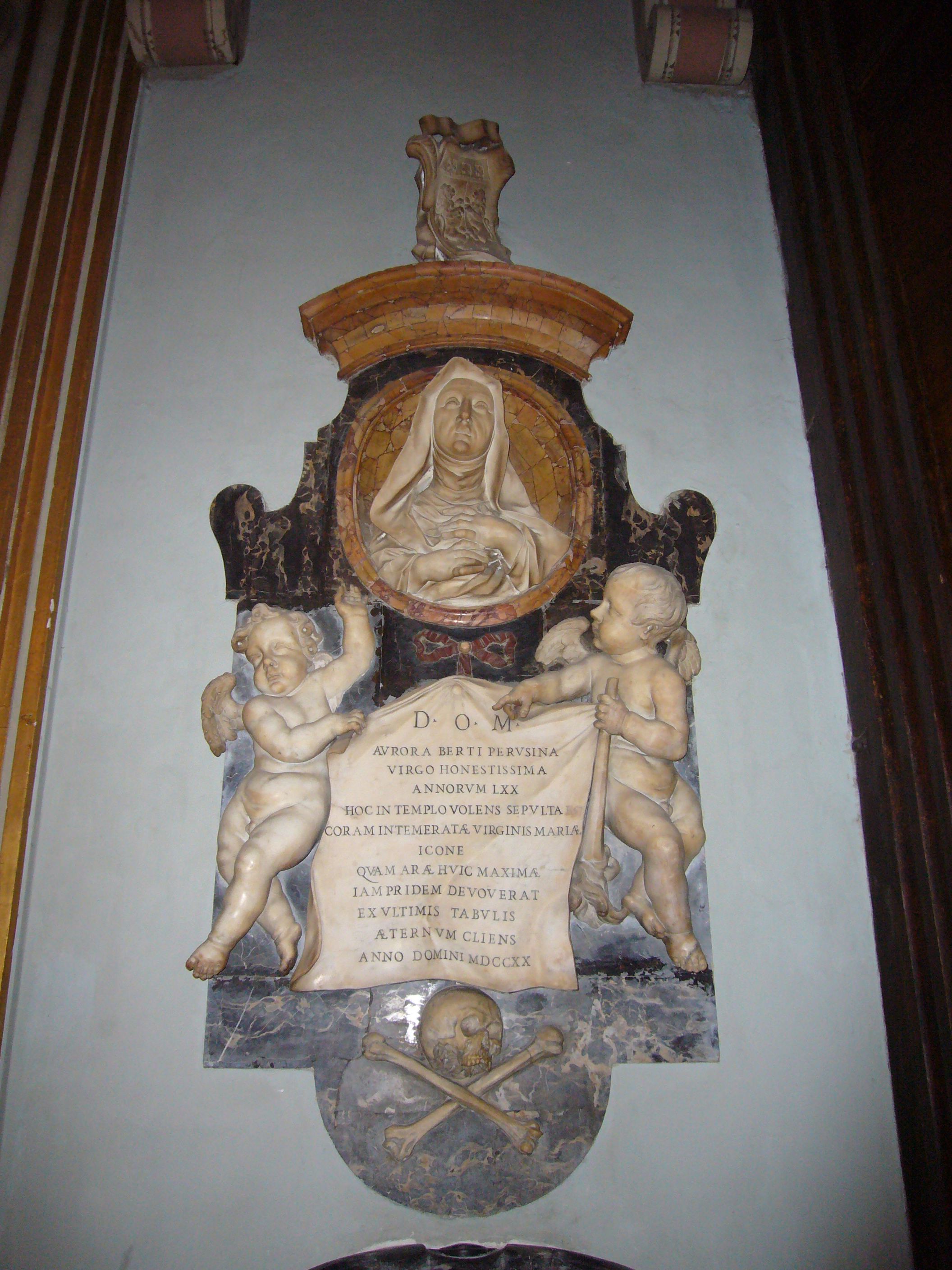
Gravmonument över Aurora Berti i kyrkan San Pantaleo i Rom.

Lorenzo Merlini, född 13 maj 1666 i Florens, död 24 november 1745, var en italiensk barockskulptör, verksam i Rom. Merlini har bland annat utfört Gravmonumentet över Aurora Berti i kyrkan San Pantaleo, vilket uppvisar influenser från Duquesnoys och Berninis skulpturala formspråk.

## Verk i Rom i urval
- Den helige Petrus uppenbarar sig för Ignatius av Loyola – Il Gesù[1]
- Gravmonument över Francesca Calderini Pecori-Riccardi (1702) – San Giovanni dei Fiorentini[2][3]
- Gravmonument över Aurora Berti (1720) – San Pantaleo[4]

## Bilder

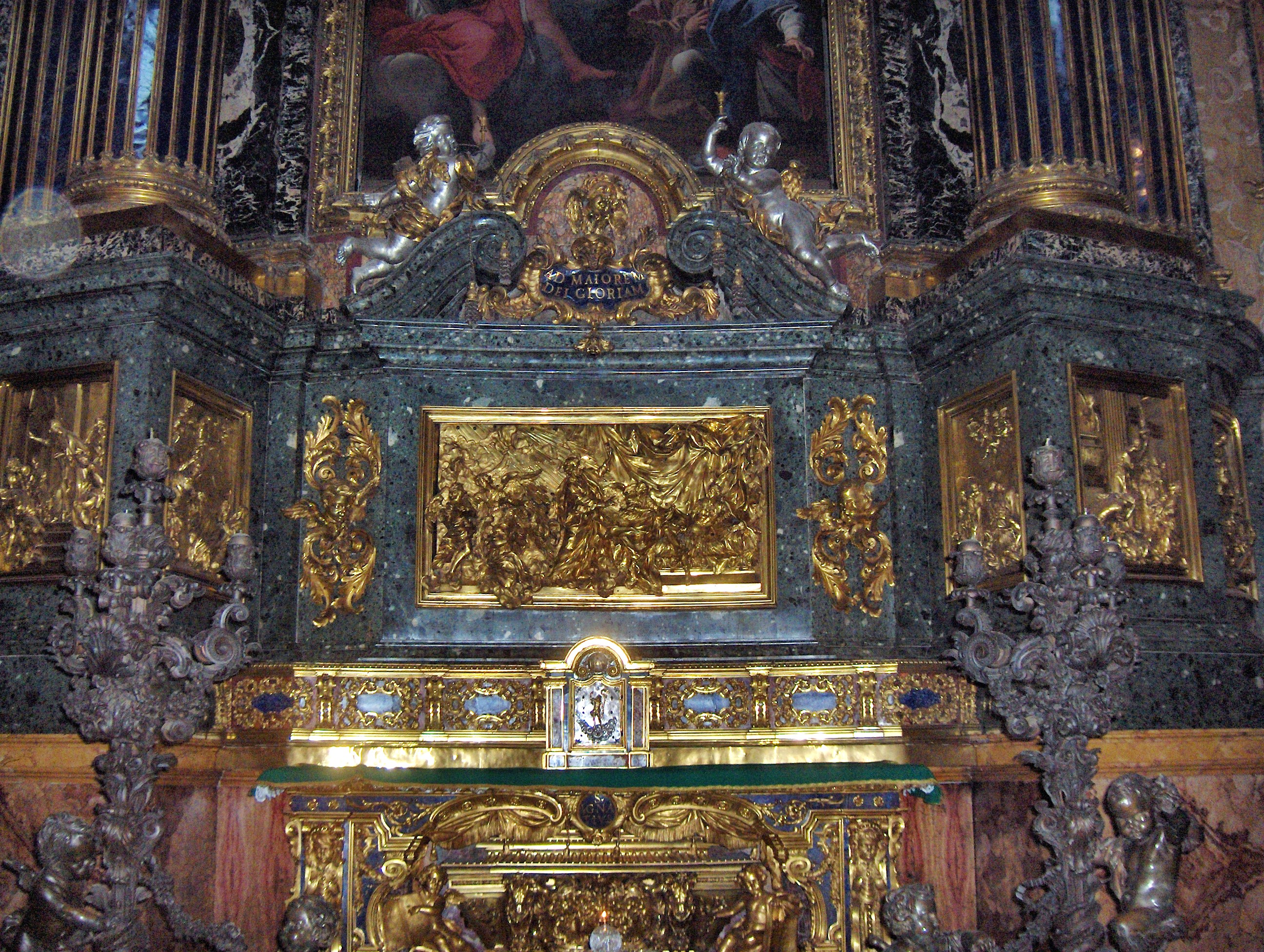
Den helige Petrus uppenbarar sig för Ignatius av Loyola, Il Gesù.